# Aphodiopsis olseni
Aphodiopsis olseni är en skalbaggsart som beskrevs av Rudolph Petrovitz 1962. Aphodiopsis olseni ingår i släktet Aphodiopsis och familjen Aphodiidae. Inga underarter finns listade i Catalogue of Life.